# América Futebol Clube (São José do Rio Preto)
Pour les articles homonymes, voir América Futebol Clube.
Maillots
L'América Futebol Clube est un club brésilien de football basé à São José do Rio Preto dans l'État de São Paulo.